# Норвегія на літніх Олімпійських іграх 1912
Норвегія на літніх Олімпійських іграх 1912 року в Стокгольмі (Швеція) була представлена 190 спортсменами (188 чоловіками і 2 жінками), які змагались у 14 видах спорту: легка атлетика, фехтування, спортивна гімнастика, веслування, вітрильний спорт, боротьба, стрільба, стрибки у воду, плавання, велоспорт, кінний спорт, футбол, сучасне п'ятиборство і тенніс.
Норвегія втретє взяла участь в літній Олімпіаді. Норвезькі спортсмени завоювали 9 медалей: 4 золоті, 1 срібну і 4 бронзові. Збірна Норвегія посіла 8 загальнокомандне місце.

## Медалісти
| Медаль | Спортсмен | Вид спорту            | Дисципліна                                  |
| ------ | --- | --------------------- | ------------------------------------------- |
| Золото | Фердинанд Біе | легка атлетика        | п'ятиборство, чоловіки                      |
| Золото | | спортивна гімнастика  | командне багатоборство по довільній системі |
| Золото | Йоган Анкер Нільс Бертельсен Ейлерт Фальш-Лунд Гальфдан Гансен Арнфінн Геє Магнус Конов Альфред Ларсен Петтер Ларсен Крістіан Стайб Карл Теулов | вітрильний спорт      | 12 метрів                                   |
| Золото | Томас Ос Андреас Брекке Торлейв Корнеліуссен Торальф Глад Крістіан Ебе                                                                          | вітрильний спорт      | 8 метрів                                    |
| Срібло | Альберт Гельгеруд Ейнар Ліберг Естен Естенсен Олаф Сетер Оле Сетер Гудбран Скаттебое                                                            | стрільба              | довільна гвинтівка, 300 метрів, команда     |
| Бронза | | спортивна гімнастика  | командне багатоборство по шведській системі |
| Бронза | Клаус Гоєр Рейдар Голтер Магнус Герсет Фрітьоф Олстад Олаф Б'єрнстад                                                                            | академічне веслування | четвірки з кермовим і внутрішніми кочетами  |
| Бронза | Клаус Гоєр Рейдар Голтер Магнус Герсет Фрітьоф Олстад Олаф Б'єрнстад                                                                            | стрільба              | армійська гвинтівка з трьох положень, 300 м |
| Бронза | Молла Бюрштедт | тенніс                | одиночний розряд серед жінок                |

За видом спорту
| Медалі за видом спорту | Медалі за видом спорту | Медалі за видом спорту | Медалі за видом спорту | Медалі за видом спорту |
| ---------------------- | ---------------------- | ---------------------- | ---------------------- | ---------------------- |
| Вид                    | 1                      | 2                      | 3                      | Всього                 |
| Вітрильний спорт       | 2                      | 0                      | 0                      | 2                      |
| Гімнастика             | 1                      | 0                      | 1                      | 2                      |
| Легка атлетика         | 1                      | 0                      | 0                      | 1                      |
| Стрільба               | 0                      | 1                      | 1                      | 2                      |
| Академічне веслування  | 0                      | 0                      | 1                      | 1                      |
| Тенніс                 | 0                      | 0                      | 1                      | 1                      |
| Всього                 | 4                      | 1                      | 4                      | 9                      |

## Академічне веслування
| Спрортсмени | Дисципліна                                 | Гіт       | Гіт   | Чвертьфінал | Чвертьфінал | Півфінал   | Півфінал   | Фінал         | Фінал         |
| Спрортсмени | Дисципліна                                 | Результат | Місце | Результат   | Місце       | Результат  | Місце      | Результат     | Місце         |
| --- | ------------------------------------------ | --------- | ----- | ----------- | ----------- | ---------- | ---------- | ------------- | ------------- |
| Йон Б'єрнстад (кермовий) Ганнібал Фегт Гуннар Грантц Густав Гере Олаф Солберг                                                          | четвірки з кермовим і внутрішніми кочетами | N/A       | N/A   | невідомо    | 2           | не пройшли | не пройшли | не пройшли    | не пройшли    |
| Олав Б'єрнстад (кермовий) Макс Герсет Рейдар Голтер Клаус Геєр Фрітьоф Олстад                                                          | четвірки з кермовим і внутрішніми кочетами | N/A       | N/A   | 8:03.0      | 1 Q         | невідомо   | 2          | не пройшли () | не пройшли () |
| Олаф Даль Еювін Давідсен Ейнар Еріксен (кермовий) Лейф Роде Теодор Сх'єт                                                               | четвірки з кермовим                        | 7:27.4    | 1 Q   | невідомо    | 2           | не пройшли | не пройшли | не пройшли    | не пройшли    |
| Теодор Клем Генрі Ларсен Ейнар Тенсагер (кермовий) Гокон Тенсагер Матіас Торстенсен                                                    | четвірки з кермовим                        | 7:15.0    | 1 Q   | 7:05.5      | 1 Q         | 7:05.0     | 2          | не пройшли    | не пройшли    |
| Йон Б'єрнстад (кермовий) Ганнібал Фегт Гуннар Грантц Густав Гере Гаральд Герлофсон Томас Геє Отто Крог Олаф Солберг Ейнар Соммерфельдт | вісімки                                    | невідомо  | 2     | не пройшли  | не пройшли  | не пройшли | не пройшли | не пройшли    | не пройшли    |

## Боротьба
Греко-римська боротьба
| Спортсмен           | Категорія  | Раунд 1                  | Раунд 2                  | Раунд 3                    | Раунд 4                   | Раунд 5                 | Раунд 6            | Раунд 7            | Фінал      | Фінал      | Фінал      | Фінал |
| Спортсмен           | Категорія  | Суперник Результат       | Суперник Результат       | Суперник Результат         | Суперник Результат        | Суперник Результат      | Суперник Результат | Суперник Результат | Матч A     | Матч B     | Матч C     | Місце |
| ------------------- | ---------- | ------------------------ | ------------------------ | -------------------------- | ------------------------- | ----------------------- | ------------------ | ------------------ | ---------- | ---------- | ---------- | ----- |
| Крістіан Арнесон    | до 60 кг   | Йозеф Беранек (BOH) W    | Павло Павлович (RUS) L   | Арвід Бекман (SWE) L       | не пройшов                | не пройшов              | не пройшов         | не пройшов         | не пройшов | не пройшов | не пройшов | 19    |
| Рагнвальд Гуллаксен | до 60 кг   | Евальд Перссон (SWE) W   | Арвід Бекман (SWE) L     | Отто Ласанен (FIN) L       | не пройшов                | не пройшов              | не пройшов         | не пройшов         | не пройшов | не пройшов | не пройшов | 19    |
| Мікаель Гестдаль    | до 60 кг   | Бруно Окессон (SWE) W    | Ерік Еберг (SWE) L       | Г'ялмар Лемусвірта (FIN) L | не пройшов                | не пройшов              | не пройшов         | не пройшов         | не пройшов | не пройшов | не пройшов | 19    |
| Річард Фрюденлунд   | до 67,5 кг | Вільям Луптон (GBR) W    | Вільям Рафф (GBR) W      | Ян Балей (BOH) L           | Йоган Салонен (FIN) L     | не пройшов              | не пройшов         | не пройшов         | не пройшов | не пройшов | не пройшов | 17    |
| Торб'єрн Фрюденлунд | до 67,5 кг | Віктор Фішер (AUT) L     | Готтфрід Свенсон (SWE) L | не пройшов                 | не пройшов                | не пройшов              | не пройшов         | не пройшов         | не пройшов | не пройшов | не пройшов | 31    |
| Гербранд Лофтус     | до 67,5 кг | Раймонд Кабаль (FRA) W   | Андреас Думрауф (GER) W  | Йоган Нільссон (SWE) L     | Людвіг Заойргофер (GER) W | Едвін Матіассон (SWE) L | не пройшов         | не пройшов         | не пройшов | не пройшов | не пройшов | 11    |
| Торвальд Олсен      | до 67,5 кг | Давід Колемайнен (FIN) L | Атамі Тантту (FIN) L     | не пройшов                 | не пройшов                | не пройшов              | не пройшов         | не пройшов         | не пройшов | не пройшов | не пройшов | 31    |
| Alfred Gundersen    | до 75 кг   | Август Йокінен (FIN) L   | не стартував             | не пройшов                 | не пройшов                | не пройшов              | не пройшов         | не пройшов         | не пройшов | не пройшов | не пройшов | 37    |
| Ансгар Левольд      | до 82,5 кг | Карл Лінд (FIN) L        | Карл Барль (AUT) L       | не пройшов                 | не пройшов                | не пройшов              | не пройшов         | N/A                | не пройшов | не пройшов | не пройшов | 20    |

## Велоспорт
| Спортсмен                                                                | Дисципліна          | Фінал         | Фінал         |
| Спортсмен                                                                | Дисципліна          | Бали          | Місце         |
| ------------------------------------------------------------------------ | ------------------- | ------------- | ------------- |
| Біргір Андреасен                                                         | індивідуальна гонка | 11:20:14.6    | 14            |
| Карл Гулбрандсен                                                         | індивідуальна гонка | не фінішував  | не фінішував  |
| Антон Гансен                                                             | індивідуальна гонка | 12:21:23.7    | 65            |
| Паул Генріхсен                                                           | індивідуальна гонка | 11:55:23.2    | 47            |
| Карл Олсен                                                               | індивідуальна гонка | не фінішував  | не фінішував  |
| Мартін Сетергауг                                                         | індивідуальна гонка | не фінішував  | не фінішував  |
| Біргір Андреасен Антон Гансен Паул Генріхсен Гулбрандсен/Олсен/Сетергауг | командна гонка      | не фінішували | не фінішували |

## Вітрильний спорт
| Спортсмени | Клас      | Рейс 1  | Рейс 1 | Рейс 1 | Рейс 2  | Рейс 2 | Рейс 2 | Разом | Разом    | Разом |
| Спортсмени | Клас      | Час     | Бали   | Місце  | Час     | Бали   | Місце  | Бали  | Race-off | Місце |
| --- | --------- | ------- | ------ | ------ | ------- | ------ | ------ | ----- | -------- | ----- |
| Едвард Крістенсен Ейгіль Крістіансен Ганс Крістіансен                                                                                           | 6 метрів  | 2:39:48 | 0      | 5      | 2:30:39 | 0      | 5      | 0     | N/A      | 5     |
| Томас Ос Андреас Брекке Торлейв Корнеліуссен Торальф Глад Крістіан Єбе                                                                          | 8 метрів  | 2:15:59 | 7      | 1      | 2:12:59 | 7      | 1      | 14    | N/A      | 1     |
| Йоган Анкер Нільс Бертельсен Ейлерт Фальш-Лунд Гальфдан Гансен Арнфінн Геє Магнус Конов Альфред Ларсен Петтер Ларсен Крістіан Стайб Карл Теулов | 12 метрів | 3:17:17 | 7      | 1      | 3:32:00 | 7      | 1      | 14    | N/A      | 1     |

## Гімнастика
| Спортсмен | Дисципліна                | Фінал  | Фінал |
| Спортсмен | Дисципліна                | Бали   | Місце |
| --------- | ------------------------- | ------ | ----- |
| Норвегія  | команди, довільна система | 22.85  | 1     |
| Норвегія  | команди, шведська система | 857.21 | 3     |

## Кінний спорт
| Вершник        | Кінь    | Дисципліна            | Фінал   | Фінал |
| Вершник        | Кінь    | Дисципліна            | Штрафні | Місце |
| -------------- | ------- | --------------------- | ------- | ----- |
| Єнс Фалкенберг | Кінг    | індивідуальна виїздка | 103     | 15    |
| Єрген Єнсен    | Джосс   | індивідуальний конкур | 25      | 26    |
| Карл Кілдал    | Гарсіа  | індивідуальний конкур | 22      | 24    |
| Єнс Фалкенберг | Флорида | індивідуальний конкур | 29      | 28    |

## Легка атлетика
| Спортсмен                                         | Дисципліна                           | Гіт               | Гіт               | Півфінал   | Півфінал   | Фінал        | Фінал        |
| Спортсмен                                         | Дисципліна                           | Результат         | Місце             | Результат  | Місце      | Результат    | Місце        |
| ------------------------------------------------- | ------------------------------------ | ----------------- | ----------------- | ---------- | ---------- | ------------ | ------------ |
| Оле Орнес                                         | стрибки у висоту, чоловіки           | Bye               | Bye               | 1.75       | 13         | не пройшов   | не пройшов   |
| Йоганнес Андерсен                                 | крос, чоловіки                       | Bye               | Bye               | Bye        | Bye        | 51:47.4      | 22           |
| Фердинанд Біе                                     | 110 м з бар'єрами (чоловіки)         | 16.2              | 1 Q               | 15.8       | 3          | не пройшов   | не пройшов   |
| Фердинанд Біе                                     | стрибки у довжину (чоловіки)         | Bye               | Bye               | 6.75       | 11         | не пройшов   | не пройшов   |
| Фердинанд Біе                                     | п'ятиборство (чоловіки)              | Bye               | Bye               | Bye        | Bye        | 21           | 1            |
| Фердинанд Біе                                     | десятиборство (чоловіки)             | Bye               | Bye               | Bye        | Bye        | 6485.065     | 14           |
| Біргер Бродткорб                                  | стрибки у довжину з місця (чоловіки) | Bye               | Bye               | 3.05       | 12         | не пройшов   | не пройшов   |
| Біргер Бродткорб                                  | стрибки у висоту з місця (чоловіки)  | Bye               | Bye               | 1.40       | 13         | не пройшов   | не пройшов   |
| Нільс Даль                                        | крос, чоловіки                       | Bye               | Bye               | Bye        | Bye        | не фінішував | не фінішував |
| Пареліус Фіннеруд                                 | крос, чоловіки                       | Bye               | Bye               | Bye        | Bye        | 51:16.2      | 20           |
| Нільс Фіксдал                                     | стрибки у довжину (чоловіки)         | Bye               | Bye               | 6.71       | 13         | не пройшов   | не пройшов   |
| Нільс Фіксдал                                     | потрійний стрибок (чоловіки)         | Bye               | Bye               | 13.96      | 8          | не пройшов   | не пройшов   |
| Оскар Фонбек                                      | марафон (чоловіки)                   | Bye               | Bye               | Bye        | Bye        | не фінішував | не фінішував |
| Арне Гальсе                                       | метання списа (чоловіки)             | Bye               | Bye               | 51.98      | 7          | не пройшов   | не пройшов   |
| Арне Гальсе                                       | метання списа (сума двох рук)        | Bye               | Bye               | 96.92      | 5          | не пройшов   | не пройшов   |
| Олаф Говденак                                     | крос, чоловіки                       | Bye               | Bye               | Bye        | Bye        | 50:40.8      | 19           |
| Даніель Йогансен                                  | метання списа (чоловіки)             | Bye               | Bye               | 47.61      | 12         | не пройшов   | не пройшов   |
| Даніель Йогансен                                  | метання списа (сума двох рук)        | Bye               | Bye               | 92.82      | 7          | не пройшов   | не пройшов   |
| Едвард Ларсен                                     | потрійний стрибок (чоловіки)         | Bye               | Bye               | 14.06      | 6          | не пройшов   | не пройшов   |
| Оскар Ларсен                                      | 800 м, чоловіки                      | ?                 | 3                 | не пройшов | не пройшов | не пройшов   | не пройшов   |
| Оскар Ларсен                                      | 1500 м, чоловіки                     | Bye               | Bye               | ?          | 5          | не пройшов   | не пройшов   |
| Герард Мелінг                                     | стрибки у висоту (чоловіки)          | Bye               | Bye               | 1.75       | 13         | не пройшов   | не пройшов   |
| Otto Monsen                                       | стрибки у висоту (чоловіки)          | Bye               | Bye               | 1.75       | 13         | не пройшов   | не пройшов   |
| Альфред Нільсен                                   | марафон (чоловіки)                   | Bye               | Bye               | Bye        | Bye        | не пройшов   | не пройшов   |
| Оле Олсен                                         | марафон (чоловіки)                   | Bye               | Bye               | Bye        | Bye        | не пройшов   | не пройшов   |
| Отто Осен                                         | марафон (чоловіки)                   | Bye               | Bye               | Bye        | Bye        | 3:36:35.2    | 34           |
| Александер Педерсен                               | 100 м, чоловіки                      | ?                 | 4                 | не пройшов | не пройшов | не пройшов   | не пройшов   |
| Александер Педерсен                               | 400 м, чоловіки                      | дискваліфікований | дискваліфікований | не пройшов | не пройшов | не пройшов   | не пройшов   |
| Якоб Педерсен                                     | 400 м, чоловіки                      | 51.6              | 2 Q               | ?          | 5          | не пройшов   | не пройшов   |
| Якоб Педерсен                                     | 800 м, чоловіки                      | ?                 | 3                 | не пройшов | не пройшов | не пройшов   | не пройшов   |
| Якоб Педерсен                                     | 1500 м, чоловіки                     | Bye               | Bye               | ?          | 6–7        | не пройшов   | не пройшов   |
| Якоб Педерсен                                     | марафон (чоловіки)                   | Bye               | Bye               | Bye        | Bye        | не стартував | не стартував |
| Аксель Сімонсен                                   | марафон (чоловіки)                   | Bye               | Bye               | Bye        | Bye        | 3:04:59.4    | 23           |
| Герман Сотоен                                     | 100 м, чоловіки                      | ?                 | 4                 | не пройшов | не пройшов | не пройшов   | не пройшов   |
| Герман Сотоен                                     | 200 м, чоловіки                      | ?                 | 3                 | не пройшов | не пройшов | не пройшов   | не пройшов   |
| Ерлінг Вінне                                      | потрійний стрибок (чоловіки)         | Bye               | Bye               | 14.14      | 4          | не пройшов   | не пройшов   |
| Йоганнес Андерсен Пареліус Фіннеруд Олаф Говденак | крос (команди)                       | Bye               | Bye               | Bye        | Bye        | 61           | 4            |

## Плавання
| Спортсмен      | Дисципліна                      | Гіт       | Гіт   | Чвертьфінал       | Чвертьфінал       | Півфінал    | Півфінал   | Фінал      | Фінал      |
| Спортсмен      | Дисципліна                      | Результат | Місце | Результат         | Місце             | Результат   | Місце      | Результат  | Місце      |
| -------------- | ------------------------------- | --------- | ----- | ----------------- | ----------------- | ----------- | ---------- | ---------- | ---------- |
| Йон Йонсен     | 100 м вільним стилем, чоловіки  | 1:19.2    | 4     | не пройшов        | не пройшов        | не пройшов  | не пройшов | не пройшов | не пройшов |
| Йон Йонсен     | 400 м вільним стилем, чоловіки  | Bye       | Bye   | 1:19.2            | 2 Q               | немає даних | 6          | не пройшов | не пройшов |
| Йон Йонсен     | 1500 м вільним стилем, чоловіки | Bye       | Bye   | 25:45.6           | 3                 | не пройшов  | не пройшов | не пройшов | не пройшов |
| Йон Йонсен     | 100 м на спині, чоловіки        | Bye       | Bye   | 1:34.2            | 4                 | не пройшов  | не пройшов | не пройшов | не пройшов |
| Аудун Рустен   | 200 м брасом, чоловіки          | Bye       | Bye   | дискваліфікований | дискваліфікований | не пройшов  | не пройшов | не пройшов | не пройшов |
| Гаррі Свендсен | 100 м на спині, чоловіки        | Bye       | Bye   | 1:47.2            | 3                 | не пройшов  | не пройшов | не пройшов | не пройшов |
| Герберт Веттер | 1500 м вільним стилем, чоловіки | Bye       | Bye   | не фінішував      | не фінішував      | не пройшов  | не пройшов | не пройшов | не пройшов |
| Огот Норман    | 100 м вільним стилем, жінки     | Bye       | Bye   | не фінішувала     | не фінішувала     | не пройшла  | не пройшла | не пройшла | не пройшла |

## Стрибки у воду
| Спортсмен         | Дисципліна                 | Гіт       | Гіт   | Фінал      | Фінал      |
| Спортсмен         | Дисципліна                 | Результат | Місце | Результат  | Місце      |
| ----------------- | -------------------------- | --------- | ----- | ---------- | ---------- |
| Сігвард Андерсен  | вишка, 10 метрів, чоловіки | 56.4      | 5     | не пройшов | не пройшов |
| Сігвард Андерсен  | прості стрибки з вишки     | 28.6      | 7     | не пройшов | не пройшов |
| Альфред Енгельсен | прості стрибки з вишки     | 28.3      | 7     | не пройшов | не пройшов |
| Нільс Тведт       | прості стрибки з вишки     | 31.7      | 5     | не пройшов | не пройшов |

## Стрільба
| Дисципліна                                                                              | Спортсмен                                   | Фінал | Фінал |
| Дисципліна                                                                              | Спортсмен                                   | Бали  | Місце |
| --------------------------------------------------------------------------------------- | ------------------------------------------- | ----- | ----- |
| Оле Б'єрке                                                                              | довільна гвинтівка, 300 метрів, 3 положення | 61    | 80    |
| Серен Боуг                                                                              | довільна гвинтівка, 600 метрів              | 40    | 82    |
| Юліус Броте                                                                             | довільна гвинтівка, 300 метрів, 3 положення | 900   | 29    |
| Юліус Броте                                                                             | довільна гвинтівка, 300 метрів, 3 положення | 88    | 15    |
| Карстен Генрик Бруун                                                                    | трап, чоловіки                              | 74    | 27    |
| Оле Дегнес                                                                              | довільна гвинтівка, 600 метрів              | 84    | 17    |
| Йоганнес Еспелунд                                                                       | довільна гвинтівка, 300 метрів, 3 положення | 60    | 81    |
| Матіас Гломнес                                                                          | довільна гвинтівка, 300 метрів, 3 положення | 82    | 35    |
| Альберт Гельгеруд                                                                       | довільна гвинтівка, 300 метрів, 3 положення | 952   | 7     |
| Альберт Гельгеруд                                                                       | довільна гвинтівка, 600 метрів              | 74    | 47    |
| Альберт Гельгеруд                                                                       | довільна гвинтівка, 300 метрів, 3 положення | 75    | 55    |
| Олаф Гусбю                                                                              | довільна гвинтівка, 300 метрів, 3 положення | 905   | 27    |
| Оле Єнсен                                                                               | довільна гвинтівка, 600 метрів              | 73    | 56    |
| Йоганнес Йордель                                                                        | гвинтівка, 50 м лежачи, чоловіки            | 172   | 35    |
| Йоганнес Йордель                                                                        | довільна гвинтівка, 300 метрів, 3 положення | 80    | 41    |
| Ейнар Ліберг                                                                            | довільна гвинтівка, 300 метрів, 3 положення | 921   | 15    |
| Біргер Ліе                                                                              | довільна гвинтівка, 300 метрів, 3 положення | 59    | 82    |
| Рагнвальд Масенг                                                                        | гвинтівка, 50 м лежачи, чоловіки            | 156   | 40    |
| Рагнвальд Масенг                                                                        | довільна гвинтівка, 600 метрів              | 73    | 55    |
| Ганс Нордвік                                                                            | довільна гвинтівка, 600 метрів              | 79    | 35    |
| Естен Естенсен                                                                          | довільна гвинтівка, 300 метрів, 3 положення | 911   | 23    |
| Томас Рефсум                                                                            | довільна гвинтівка, 300 метрів, 3 положення | 905   | 26    |
| Томас Рефсум                                                                            | довільна гвинтівка, 600 метрів              | 76    | 41    |
| Франц Розенберг                                                                         | трап, чоловіки                              | 81    | 23    |
| Олаф Сетер                                                                              | довільна гвинтівка, 300 метрів, 3 положення | 914   | 18    |
| Оле Сетер                                                                               | довільна гвинтівка, 300 метрів, 3 положення | 941   | 9     |
| Оле Сетер                                                                               | довільна гвинтівка, 600 метрів              | 70    | 60    |
| Гудбранд Скаттебое                                                                      | довільна гвинтівка, 300 метрів, 3 положення | 956   | 5     |
| Гудбранд Скаттебое                                                                      | довільна гвинтівка, 600 метрів              | 77    | 40    |
| Герман Ск'єрвен                                                                         | довільна гвинтівка, 300 метрів, 3 положення | 71    | 62    |
| Енгебрет Скоген                                                                         | довільна гвинтівка, 300 метрів, 3 положення | 899   | 31    |
| Енгебрет Скоген                                                                         | довільна гвинтівка, 300 метрів, 3 положення | 95    | 3     |
| Альфред Стабель                                                                         | трап, чоловіки                              | 3     | 61    |
| Арне Сунде                                                                              | гвинтівка, 50 м лежачи, чоловіки            | 176   | 30    |
| Арне Сунде                                                                              | довільна гвинтівка, 300 метрів, 3 положення | 900   | 30    |
| Арне Сунде                                                                              | довільна гвинтівка, 600 метрів              | 80    | 30    |
| Арне Сунде                                                                              | довільна гвинтівка, 300 метрів, 3 положення | 80    | 44    |
| Альфред Тілеманн                                                                        | довільна гвинтівка, 600 метрів              | 57    | 75    |
| Альфред Тілеманн                                                                        | довільна гвинтівка, 300 метрів, 3 положення | 62    | 76    |
| Паул Вігалс                                                                             | довільна гвинтівка, 300 метрів, 3 положення | 911   | 22    |
| Паул Вігалс                                                                             | довільна гвинтівка, 600 метрів              | 72    | 57    |
| Карл Вейдаль                                                                            | довільна гвинтівка, 300 метрів, 3 положення | 40    | 89    |
| Оле Дегнес Матіас Гломнес Олаф Гусбю Оле Єнсен Ганс Нордвік Арне Сунде                  | командна гвинтівка                          | 1473  | 6     |
| Альберт Гельгеруд Ейнар Ліберг Østen Østensen Olaf Sæther Ole Sæther Gudbrand Skatteboe | довільна командна гвинтівка                 | 5602  | 2     |

## Сучасне п'ятиборство
| Спортсмен    | Стрільба  | Стрільба | Плавання | Плавання | Фехтування | Фехтування | Фехтування | Верхова їзда      | Верхова їзда      | Верхова їзда      | Біг            | Біг            | Загальні бали | Місце        |
| Спортсмен    | Результат | Бали     | Час      | Бали     | Перемог    | Уколи      | Бали       | Штрафні           | Час               | Бали              | Час            | Бали           | Загальні бали | Місце        |
| ------------ | --------- | -------- | -------- | -------- | ---------- | ---------- | ---------- | ----------------- | ----------------- | ----------------- | -------------- | -------------- | ------------- | ------------ |
| Генрік Норбю | 110       | 27       | 7:48.6   | 21       | 14         | 17         | 12         | дискваліфікований | дискваліфікований | дискваліфікований | не брав участь | не брав участь | не фінішував  | не фінішував |
| Карл Поске   | 147       | 23       | 6:49.2   | 17       | 13         | 15         | 14         | 0                 | 12:33.0           | 14                | 21:19.8        | 8              | 71            | 13           |

## Тенніс
| Спортсмен                      | Дисципліна                | 1/64                                   | 1/32                                                     | 1/16                                                     | Чвертьфінал | Півфінал                              | Фінал                         | Місце |
| ------------------------------ | ------------------------- | -------------------------------------- | -------------------------------------------------------- | -------------------------------------------------------- | ----------- | ------------------------------------- | ----------------------------- | ----- |
| Герман Б'єрклунд               | одиночний розряд чоловіки | Оскар Кройцер (GER) L 6–0, 6–0, 6–1    | не пройшов                                               | не пройшов                                               | не пройшов  | не пройшов                            | не пройшов                    | 31    |
| Конрад Лангорд                 | одиночний розряд чоловіки | Альбер Кане (FRA) L 6–3, 6–0, 6–1      | не пройшов                                               | не пройшов                                               | не пройшов  | не пройшов                            | не пройшов                    | 31    |
| Річард Петерсон                | одиночний розряд чоловіки | Людвіг фон Сальм (AUT) L 6–1, 7–5, 6–3 | не пройшов                                               | не пройшов                                               | не пройшов  | не пройшов                            | не пройшов                    | 31    |
| Трюгве Сміт                    | одиночний розряд чоловіки | Вольмар Бострем (SWE) L 6–2, 6–4, 6–1  | не пройшов                                               | не пройшов                                               | не пройшов  | не пройшов                            | не пройшов                    | 31    |
| Віллем Стібольт                | одиночний розряд чоловіки | Bye                                    | Йозеф Шебек (BOH) L 6–1, 6–3, 6–0                        | не пройшов                                               | не пройшов  | не пройшов                            | не пройшов                    | 17    |
| Б'ярне Ангель Віллем Стібольт  | парний розряд чоловіки    | N/A                                    | Ярослав Юст & Ладіслав Жемла-Разни (BOH) L 6–1, 6–2, 6–0 | не пройшли                                               | не пройшли  | не пройшли                            | не пройшли                    | 15    |
| Герман Б'єрклунд Трюгве Сміт   | парний розряд чоловіки    | N/A                                    | Фелікс Піпес & Артур Цборціль (AUT) L 6–0, 6–2, 6–0      | не пройшли                                               | не пройшли  | не пройшли                            | не пройшли                    | 15    |
| Конрад Лангорд Річард Петерсен | парний розряд чоловіки    | N/A                                    | Bye                                                      | Ярослав Юст & Ладіслав Жемла-Разни (BOH) L 6–1, 6–2, 6–4 | не пройшли  | не пройшли                            | не пройшли                    | 9     |
| Молла Б'юрстедт                | одиночний розряд, жінки   | N/A                                    | N/A                                                      | Bye                                                      | Bye         | Маржоріт Брокді (FRA) W 6–3, 2–6, 6–4 | Едіт Арнгейм (SWE) L 6–2, 6–2 | 3     |
| Молла Б'юрстедт Конрад Лангорд | змішаний парний розряд    | N/A                                    | N/A                                                      | Торстен Гренфорс & Анні Голмстрем (SWE) L 6–4, 4–6, 7–5  | не пройшли  | не пройшли                            | не пройшли                    | 5     |

## Фехтування
| Спортсмен                                               | Дисципліна               | Раунд 1   | Раунд 1 | Чвертьфінал | Чвертьфінал | Півфінал   | Півфінал   | Фінал      | Фінал      |
| Спортсмен                                               | Дисципліна               | Результат | Місце   | Результат   | Місце       | Результат  | Місце      | Результат  | Місце      |
| ------------------------------------------------------- | ------------------------ | --------- | ------- | ----------- | ----------- | ---------- | ---------- | ---------- | ---------- |
| Ларс Ос                                                 | рапіра, чоловіки         | 4 поразки | 4       | не пройшов  | не пройшов  | не пройшов | не пройшов | не пройшов | не пройшов |
| Ларс Ос                                                 | шпага, чоловіки          | 2 поразки | 1 Q     | 4 поразки   | 6           | не пройшов | не пройшов | не пройшов | не пройшов |
| Ганс Бергсланд                                          | шпага, чоловіки          | 4 поразки | 4       | не пройшов  | не пройшов  | не пройшов | не пройшов | не пройшов | не пройшов |
| Б'ярне Еріксен                                          | рапіра, чоловіки         | 1 loss    | 1 Q     | 3 поразки   | 4           | не пройшов | не пройшов | не пройшов | не пройшов |
| Б'ярне Еріксен                                          | шпага, чоловіки          | 3 поразки | 4       | не пройшов  | не пройшов  | не пройшов | не пройшов | не пройшов | не пройшов |
| Северін Фінне                                           | шпага, чоловіки          | 2 поразки | 3 Q     | 3 поразки   | 6           | не пройшов | не пройшов | не пройшов | не пройшов |
| Сігурд Матісен                                          | шпага, чоловіки          | 2 поразки | 3 Q     | 3 поразки   | 4           | не пройшов | не пройшов | не пройшов | не пройшов |
| Гаральд Плату                                           | шпага, чоловіки          | 3 поразки | 4       | не пройшов  | не пройшов  | не пройшов | не пройшов | не пройшов | не пройшов |
| Крістофер фон Танген                                    | рапіра, чоловіки         | 5 поразки | 6       | не пройшов  | не пройшов  | не пройшов | не пройшов | не пройшов | не пройшов |
| Крістофер фон Танген                                    | шпага, чоловіки          | 3 поразки | 4       | не пройшов  | не пройшов  | не пройшов | не пройшов | не пройшов | не пройшов |
| Ларс Ос Ганс Бергсланд Северін Фінне Георгес фон Танген | командна шпага, чоловіки | N/A       | N/A     | 0–2         | 3           | не пройшов | не пройшов | не пройшов | не пройшов |

## Футбол
| Склад команди | Перший раунд       | Чвертьфінал        | Втішний турнір     | Місце |
| Склад команди | Суперник Результат | Суперник Результат | Суперник Результат | Місце |
| --- | ------------------ | ------------------ | ------------------ | ----- |
| Гуннар Андерсен Ейнар Фріс Бостад Ганс Ендреруд Чарльз Герлофсон Сверре Єнсен Гаральд Йогансен Крістіан Крефтінг Ерлінг Мортманн Рольф Мортманн Інгольф Педерсен Генрі Рейнгольдт Пер Скоу | Bye                | Данія · 7-0, L     | Австрія · 1-0, L   | 9=    |